# Strada statale 740 del Porto di Reggio Calabria
La strada statale 740 del Porto di Reggio Calabria (SS 740) è una strada statale italiana che collega l'A2 diramazione Reggio Calabria alla città di Reggio Calabria.

## Percorso
La strada ha origine in corrispondenza dello svincolo Reggio Calabria porto dell'A2 diramazione Reggio Calabria. Si presenta a carreggiata unica con una corsia per senso di marcia, e nel suo tracciato è costituita quasi esclusivamente da un lungo viadotto che permette di superare il dislivello che separa l'autostrada dalla zona portuale.
Parte integrante del già citato svincolo, la strada ha ottenuto la classificazione attuale nel 2015 col seguente itinerario: "Svincolo di Reggio Calabria con l'A3 - Porto di Reggio Calabria" poi modificato nel 2017 in "Svincolo di Reggio Calabria con l'A2 racc - Porto di Reggio Calabria" con l'istituzione della nuova A2 Salerno-Reggio Calabria.